# طهران تهران
طهران تهران فیلم دو اپیزودی محصول سال ۱۳۸۸ ایران است که کارگردان اپیزود نخست به نام «طهران: روزهای آشنایی» داریوش مهرجویی و کارگردان اپیزود دوم به نام «تهران: سیم آخر» مهدی کرم‌پور است.
فیلم طهران تهران که پیش‌تر تهران در جستجوی زیبایی نام داشت قرار بود سه قسمت داشته باشد و قسمت وسط را سیف‌الله داد کارگردانی کند که وی پیش از شروع ساخت فیلم درگذشت.

## طهران: روزهای آشنایی
«طهران: روزهای آشنایی» اپیزود اول فیلم سینمایی است. داریوش مهرجویی در این اپیزود، تهران قدیم را روایت می‌کند. در این اپیزود پانته آ بهرام، قربان نجفی، مهتاج نجومی، غلامرضا نیکخواه، کتایون امیرابراهیمی، فریده سپاه‌منصور و بازیگران خردسال نیکی نصریان و مهدی طالب‌زاده بازی می‌کنند.

## تهران: سیم آخر
«تهران: سیم آخر» داستان چند نوازنده جوان را که دنبال مکانی برای برگزاری کنسرت می‌گردند. در این اپیزود رعنا آزادی ور، طناز طباطبایی و برزو ارجمند بازی می‌کنند.

## تیتراژ
خواندن تیتراژ این فیلم را رضا یزدانی که در فیلم نیز حضور داشتن با آهنگی به همین نام با ترانه‌سرایی اندیشه فولادوند بر عهده داشتند.